# Gnomonia dispora
Gnomonia dispora är en svampart som beskrevs av Demaree & Cole ex M.E. Barr 1978. Gnomonia dispora ingår i släktet Gnomonia och familjen Gnomoniaceae.   Inga underarter finns listade i Catalogue of Life.